# بان نائویوکی
بان نائویوکی ((به ژاپنی: 塙 直之 Ban Naoyuki); ۲۶ مهٔ ۱۵۶۷ – ۱ ژانویهٔ ۱۶۱۵) افسر (نیروهای مسلح)، و بوشی اهل ژاپن بود. او ابتدا به‌عنوان ملازم کاتو یوشی‌آکی، یکی از هفت نیزه‌دار شیزوگاتاکه بود، که در موتسو به ارباب قلمرو آیزو تبدیل شد. نائویوکی در خدمت لرد کاتو به عنوان فرمانده توپخانه (teppō-taishō) بود.